# Oostenrijk op de Olympische Winterspelen 1936
Tijdens de Olympische Winterspelen van 1936, die in Garmisch-Partenkirchen (Duitsland) werden gehouden, nam Oostenrijk voor de vierde keer deel.

## Medailleoverzicht
| Sport       | Olympiër                | Discipline   | Medaille |
| ----------- | ----------------------- | ------------ | -------- |
| Kunstrijden | Karl Schäfer            | mannen       | Goud     |
| Kunstrijden | Ilse Pausin Erik Pausin | paarrijden   | Zilver   |
| Kunstrijden | Felix Kaspar            | mannen       | Brons    |
| Schaatsen   | Max Stiepl              | 10.000 m (m) | Brons    |

## Deelnemers en resultaten

### Alpineskiën
| Olympiër      | Discipline     | Resultaat | Prestatie                                           |
| ------------- | -------------- | --------- | --------------------------------------------------- |
| Grete Nissl   | combinatie (v) | 13e       | 76,86 punten afdaling: 6.12,8 slalom: 1.38,5+1.38,7 |
| Herta Rosmini | combinatie (v) | 17e       | 70,69 punten afdaling: 6.40,8 slalom: 1.49,2+1.48,0 |
| Grete Weikert | combinatie (v) | 18e       | 70,47 punten afdaling: 6.47,0 slalom: 1.41,9+1.52,9 |
| Käthe Lettner | combinatie (v) | 20e       | 68,88 punten afdaling: 7.02,4 slalom: 1.43,4+1.52,9 |

### Bobsleeën
| Olympiër                                                            | Discipline                  | Resultaat | Prestatie                                       |
| ------------------------------------------------------------------- | --------------------------- | --------- | ----------------------------------------------- |
| Hans Stürer Hans Rottensteiner                                      | 2-mansbob (m) Oostenrijk I  | 13e       | 5.52,00 (1.28,12 / 1.25,20 / 1.30,55 / 1.28,13) |
| Hans Volckmar Anton Kaltenberger                                    | 2-mansbob (m) Oostenrijk II | 19e       | 6.02,30 (1.33,71 / 1.26,28 / 1.30,50 / 1.31,81) |
| Franz Lorenz Richard Lorenz Franz Wohlgemuth Rudolf Höll            | 4-mansbob (m) Oostenrijk I  | 11e       | 5.45,13 (1.27,38 / 1.26,84 / 1.26,17 / 1.24,74) |
| Viktor Wigelbeyer Franz Bednar Robert Bednar Johann Baptist Gudenus | 4-mansbob (m) Oostenrijk II | 13e       | 5.57,91 (1.30,70 / 1.29,62 / 1.30,95 / 1.26,64) |

### Kunstrijden
| Olympiër                       | Discipline | Resultaat | Prestatie               |
| ------------------------------ | ---------- | --------- | ----------------------- |
| Karl Schäfer                   | mannen     | Goud      | pc. 7,0; 422,7 punten   |
| Felix Kaspar                   | mannen     | Brons     | pc. 24,0; 400,1 punten  |
| Leopold Linhart                | mannen     | 11e       | pc. 80,0; 364,2 punten  |
| Hellmut May                    | mannen     | 14e       | pc. 96,0; 354,8 punten  |
| Hedy Stenuf                    | vrouwen    | 6e        | pc. 40,0; 387,6 punten  |
| Emmy Putzinger                 | vrouwen    | 7e        | pc. 49,0; 381,8 punten  |
| Grete Lainer                   | vrouwen    | 9e        | pc. 65,0; 373,4 punten  |
| Bianca Schenk                  | vrouwen    | 14e       | pc. 102,0; 356,4 punten |
| Ilse Pausin Erik Pausin        | paarrijden | Zilver    | pc. 19,5; 11,4 punten   |
| Eleanore Bäumel Fritz Wächtler | paarrijden | 14e       | pc. 113,0; 8,8 punten   |

### Langlaufen
| Olympiër                                                | Discipline            | Resultaat | Prestatie                               |
| ------------------------------------------------------- | --------------------- | --------- | --------------------------------------- |
| Harald Bosio                                            | 18 km (m)             | 28e       | 1:24.39                                 |
| Hans Jamnig                                             | 18 km (m)             | 36e       | 1:26.20                                 |
| Alfred Rössner                                          | 18 km (m)             | 39e       | 1:27.05                                 |
| Erich Gallwitz                                          | 18 km (m)             | 41e       | 1:27.28                                 |
| Alfred Rössner Harald Bosio Erich Gallwitz Hans Baumann | 4x10 km estafette (m) | 8e        | 3:02.48 (49.19 / 45.00 / 45.13 / 43.16) |

### Noordse combinatie
| Olympiër           | Discipline | Resultaat | Prestatie                                                       |
| ------------------ | ---------- | --------- | --------------------------------------------------------------- |
| Hubert Köstinger   | mannen     | 15e       | 375,2 punten 18 km: 186,0 (1:25.09) schans: 189,2 (44,0+48,0 m) |
| Hans Baumann       | mannen     | 17e       | 372,1 punten 18 km: 198,5 (1:22.49) schans: 173,6 (40,0+44,0 m) |
| Markus Mayer       | mannen     | 25e       | 361,9 punten 18 km: 173,7 (1:27.31) schans: 188,2 (47,0+49,5 m) |
| Walter Delle Karth | mannen     | 33e       | 333,2 punten 18 km: 125,8 (1:37.14) schans: 207,4 (48,0+49,5 m) |

### Schaatsen
| Olympiër          | Discipline   | Resultaat | Prestatie |
| ----------------- | ------------ | --------- | --------- |
| Karl Leban        | 500 m (m)    | 6e        | 44,8      |
| Karl Leban        | 1500 m (m)   | 12e       | 2.24,3    |
| Wilhelm Löwinger  | 5000 m (m)   | 19e       | 8.53,9    |
| Wilhelm Löwinger  | 10.000 m (m) | 24e       | 18.46,5   |
| Franz Ortner      | 10.000 m (m) | 27        | 19.19,1   |
| Ferdinand Preindl | 500 m (m)    | 21e       | 46,4      |
| Ferdinand Preindl | 1500 m (m)   | 25e       | 2.29,0    |
| Karl Prochaska    | 5000 m (m)   | 24        | 9.02,6    |
| Gustav Slanec     | 500 m (m)    | 24        | 46,7      |
| Max Stiepl        | 1500 m (m)   | 5e        | 2.21,6    |
| Max Stiepl        | 5000 m (m)   | 5e        | 8.35,0    |
| Max Stiepl        | 10.000 m (m) | Brons     | 17.30,0   |
| Karl Wazulek      | 500 m (m)    | 13e       | 45,1      |
| Karl Wazulek      | 1500 m (m)   | 6e        | 2.22,2    |
| Karl Wazulek      | 5000 m (m)   | 8e        | 8.38,4    |
| Karl Wazulek      | 10.000 m (m) | 11e       | 17.57,1   |

### Schansspringen
| Olympiër         | Discipline | Resultaat | Prestatie                  |
| ---------------- | ---------- | --------- | -------------------------- |
| Josef Bradl      | mannen     | 19e       | 204,0 punten (64,0+70,5 m) |
| Hans Mariacher   | mannen     | 25e       | 201,5 punten (65,5+69,0 m) |
| Rudolf Rieger    | mannen     | 26e       | 200,4 punten (68,0+67,5 m) |
| Franz Aschenwald | mannen     | 36e       | 185,6 punten (64,5+55,5 m) |

### IJshockey
| Olympiër | Discipline | Resultaat | Prestatie |
| --- | ---------- | --------- | --- |
| Franz Csöngei Friedrich Demmer Josef Göbl Lambert Neumaier Oskar Nowak Franz Schüssler Emil Seidler Willibald Stanek Hans Tatzer Hans Trauttenberg Rudolf Vojta Hermann Weiß | mannen     | 7e        | voorronde: 2 - 1 Oostenrijk - Polen 2 - 5 Oostenrijk - Canada 7 - 1 Oostenrijk - Letland halve finaleronde: 0 - 1 Oostenrijk - Zweden 0 - 1 Oostenrijk - Verenigde Staten 1 - 2 Oostenrijk - Tsjecho-Slowakije |

Australië · België · Bulgarije · Canada · Duitsland · Estland · Finland · Frankrijk · Griekenland · Groot-Brittannië · Hongarije · Italië · Japan · Joegoslavië · Letland · Liechtenstein · Luxemburg · Nederland · Noorwegen · Oostenrijk · Polen · Roemenië · Spanje · Tsjecho-Slowakije · Turkije · Verenigde Staten · Zweden · Zwitserland